# Nilo-hamiter
Nilo-hamiter är en äldre gemensam benämning för ett flertal olika folkgrupper i Kenya, norra Tanzania och nordöstra Uganda. Till gruppen räknades folk som turkana, nandi, suk och massajer.
Benämningen har numera gått ur bruk. Den byggde på ett antaget språksläktskap med folk som talar semitisk-hamitiska språk, men denna hypotes har nu övergivits och språken placeras nu i nilo-saharafamiljen.